# Jelena Kondakovová
Jelena Vladimirovna Kondakovová (rusky Елена Владимировна Кондакoва, * 30. března 1957 Mytišči, Moskevská oblast, RSFSR, SSSR) je bývalá ruská kosmonautka, členka oddílu kosmonautů RKK Eněrgija. Během dvou letů strávila ve vesmíru více než 178 dní.

## Život
Narodila se 30. března 1957 v Mytišči v Moskevské oblasti SSSR v rodině Vladimira A. Kondakova a Klaudie S. Kondakovové. V roce 1980 absolvovala strojní fakultu na Baumanově vysoké škole technické v Moskvě, po ukončení studia pracovala ve společnosti RKK Energija. V roce 1989 byla vybrána mezi kandidáty oddílu kosmonautů RKK Eněrgija. Prodělala všeobecnou kosmonautickou přípravu, kterou úspěšně dokončila v březnu 1990 a získala kvalifikaci zkušební kosmonautka.
V roce 1985 se provdala za kosmonauta Valerije Rjumina, mají jednu dceru.

## Lety do vesmíru

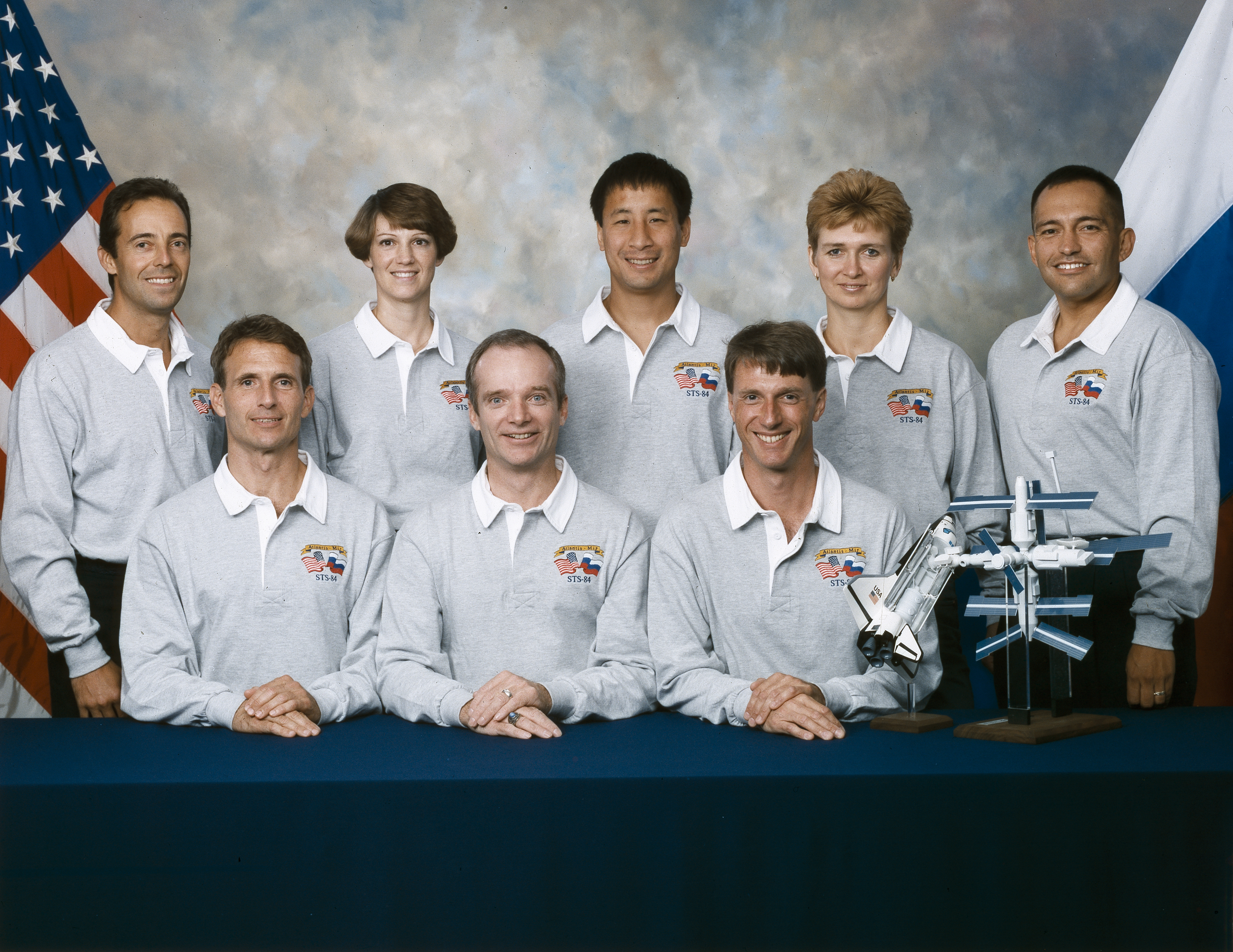
Posádka přidělena k misi STS-84, Jelena Vladimirovna Kondakovová je druhá zleva nahoře.

Od ledna 1994 se připravovala na dlouhodobý pobyt na orbitální stanici Mir. Do vesmíru odstartovala jako palubní inženýrka 3. října 1994 kosmickou lodí Sojuz TM-20 spolu s velitelem Alexandrem Viktorenkem a kosmonautem výzkumníkem Ulfem Merboldem z Německa. Merbold se po měsíčním pobytu na stanici vrátil s předchozí dlouhodobou posádkou na Zemi a Kondakovová, Viktorenko a Valerij Poljakov pokračovali v práci na Miru jako 17. základní expedice. Věnovali se většinou lékařským experimentům, na Zemi přistáli 22. března 1995 v kazašské stepi.
Podruhé se do vesmíru dostala při misi STS-84 raketoplánu Atlantis. Start proběhl 15. května 1997 z Kennedyho vesmírného střediska, Jelena Kondakovová působila v posádce jako letová specialistka. Hlavním cílem mise bylo spojení raketoplánu se stanicí Mir a doprava zásob. Po devíti dnech a pěti hodinách letu přistál raketoplán na kosmodromu na Floridě.
Jelena Kondakovová byla třetí ruskou kosmonautkou (po Valentině Těreškovové a Světlaně Savické) a první ženou, která absolvovala dlouhodobý vesmírný let. Ve vesmíru strávila 178 dní, 10 hodin a 42 minut.
Po zvolení poslankyní Státní dumy Federálního shromáždění Ruské federace v prosinci 1999 na kandidátce volebního bloku Vlast – Celé Rusko odešla z oddílu kosmonautů i společnosti Eněrgija. Nadále se věnuje politice, roku 2001 se Vlast – Celé Rusko a hnutí Jednota spojily ve stranu Jednotné Rusko, za kterou byla znovuzvolena do Státní dumy roku 2003 i 2007.

## Ocenění
- Hrdina Ruské federace (1995)